# Tryleś
Tryleś (biał. Трылес, Tryles; ros. Трилес, Triles) – wieś na Białorusi, w obwodzie mińskim, w rejonie stołpeckim, w sielsowiecie Szaszki, nad Sułą.
Współcześnie w skład miejscowości wchodzą także dawny folwark Marjanowo (Marianów).

## Historia
W XIX i w początkach XX w. folwark i zaścianek Trylesie położone w Rosji, w guberni mińskiej, w powiecie mińskim, w gminie Zasule.
W dwudziestoleciu międzywojennym wsie Tryleś Nowy i Tryleś Stary oraz folwarki Tryleś i Marjanowo leżały w Polsce, w województwie nowogródzkim, w powiecie stołpeckim, do 1 kwietnia 1927 w gminie Zasule, następnie w gminie Stołpce. Demografia w 1921 przedstawiała się następująco:
|                   | Liczba mieszkańców | Budynki | Narodowość  | Narodowość        | Wyznanie    | Wyznanie   | Wyznanie |
| Polacy            | Liczba mieszkańców | Budynki | Białorusini | rzymskokatolickie | prawosławne | mojżeszowe |          |
| ----------------- | ------------------ | ------- | ----------- | ----------------- | ----------- | ---------- | -------- |
| wieś Tryleś Nowy  | 156                | 25      | 121         | 35                | 9           | 147        | –        |
| wieś Tryleś Stary | 54                 | 13      | 54          | –                 | 7           | 45         | 2        |
| folwark Tryleś    | 6                  | 1       | 6           | –                 | 1           | 5          | –        |
| folwark Marjanowo | 24                 | 3       | 24          | –                 | 17          | 7          | –        |

Po II wojnie światowej w granicach Związku Sowieckiego. Od 1991 w niepodległej Białorusi.

## Ludzie związani z miejscowością
- Anatol Labiedźka – białoruski polityk; urodzony w Trylesiu